# Клерихью
Клерихью (англ. Clerihew) — стихотворный жанр английского происхождения.

## Особенности жанра
Представляет собой четверостишие со схемой рифмовки AABB. Строки могут иметь различное количество слогов, чёткая метрическая структура также отсутствует. Первая строка клерихью должна содержать имя какого-либо известного человека (например, исторического деятеля), дальнейшие строки повествуют о каком-либо вымышленном (но правдоподобном) факте его биографии или как-то характеризуют героя (зачастую используется игра слов), при этом обеспечивая комический (но не сатирический) эффект.
| Эдмунд Клирихью Бентли The Abbé Liszt Hit the piano with his fist. That was the way He used to play. Dante Alighieri Seldom troubled a dairy. He wrote the Inferno On a bottle of Pernod. Гилберт Честертон Saul Was tall. David cut off the end of his cloak For a joke. | Переводы Д. Кузьмина Франц Лист, аббат, Кулаком по роялю бабах! С давней поры Таков его стиль игры. Данте Алигьери Не пил молока на протяжении всей карьеры, Но сочинял свой «Ад», Подливая ром в лимонад. Царь Саул Был высок и сутул. Давид отрезал краешек его робы. С чего бы? |

## История возникновения жанра
Жанр был придуман в конце XIX века Эдмундом Клирихью Бентли во время учёбы в школе (Бентли скучал на уроках химии и одно из первых стихотворений в новом жанре написал о химике Гемфри Дэви). Название новому жанру было дано по среднему имени его создателя. В 1905 году Бентли выпустил первый сборник клерихью «Biography for Beginners», а впоследствии — ещё два. Среди авторов и популяризаторов клерихью были друг Бентли Г. К. Честертон (также он выступил иллюстратором сборника «Biography for Beginners») и У. Х. Оден.
Основой для создания жанра послужила английская поэзия абсурда, в частности — лимерик. Иногда клерихью считают поджанром лимерика (и путают одно с другим), однако эти два жанра имеют значительные отличия как в плане формы, так и в особенностях воздействия на читателя (комический эффект достигается разными способами), поэтому ряд исследователей указывает на невозможность отождествления клерихью с лимериком.